# Carlotta Ferlito
Carlotta Ferlito (Catânia, 15 de fevereiro de 1995) é uma ginasta italiana.
É membro da equipa Nacional italiana de ginástica artística, participou nos Jogos olímpicos da juventude de Singapura, para as Olimpíadas de Londres 2012 e Rio de Janeiro, em 2016, o campeonato Mundial de Tóquio De 2011, Antuérpia 2013 e Glasgow em 2015, para além de várias edições dos Campeonatos Europeus. 
Ela também é conhecida pela sua participação no programa Ginastas - Vidas paralelas.
A partir de 11 de junho de 2012 torna-se Segundo-Cabo do Exército italiano, um membro da equipa feminina do centro desportivo olímpico do Exército.

## Biografia
Nascida prematura com três semanas em Catania, na Sicília, numa família que já tinha militado no mundo do desporto: o seu pai, Massimo Ferlito, foi na verdade um membro da juventude nacional de pólo aquático, o avô paterno, um jogador de futebol que jogou na Série A de Catania, e o avô materno, um piloto de Ferrari na Targa Florio. Com o seu irmão, Gianpaolo, e a sua irmã Ludovica, foi iniciada nos desportes aquáticos, mas enquanto a primeiro prática pólo-aquático, e a segunda natação sincronizada, Carlotta, é em breve obrigada a  abandonar as piscinas, devido à asma. Inicialmente, na companhia da sua irmã, começa a praticar ginástica com quase 6 anos de idade, na companhia Katana, seguida pelos técnicos Maurizio Ferullo e Maria Cocuzza.
O pai Massimo é um emprendedor e a mãe, Roberta é farmacéutica. O irmão, Gianpaolo, e sua irmã Ludovica, ambos maiores de idade, nasceram, respectivamente, em 1991 e 1992. Mudou-se sozinho de Catania para Milão com a idade de doze anos, Carlotta Ferlito inicialmente, vivia com uma família de acolhimento e, em seguida, mudar-se para o Green Hotel de Milão, uma residencial, não muito longe do ginásio, onde viveu durante os próximos cinco anos, até quando foi morar com os irmãos, entretanto, matriculados em cursos universitèarios na capital lombarda. Quando era criança, sofreu uma lesão do septo nasal, resultado de um incidente que teve com a sua irmã. Formou-se com dezasete anos de idade, estudando de noite com professores particulares no ginásio e realizando testes de aptidão  semestrais em escolas secundárias de línguas. , Além de italiano,fala fluentemente inglês, francês e espanhol. É da Juventus.

## Carreira desportiva

### Carreira júniores
Em 2003, muda-se para a empresa la Salle Gym de Acireale, presidida por Stefano Gentile, onde, treinada pelo Diretor Técnico da empresa Giuseppina Strano em conjunto com a equipa Ferullo e Cocuzza, obtém vitórias a nível inter-regional e nacional: com 8 anos de idade começa a ser convocada para a primeira equipa júnior nacional; no verão de 2003, participou ao seu primeiro retiro nacional, na Romagna.
Em 2005, com o la Salle Gym, em ocasião do campeonato italiano da categoria em Florença, ganhou a medalha de prata na competição global individual e obtém a pontuação mais alta na trave. 
No ano seguinte compete nos campeonatos da categoria de Ancona, onde ganha a medalha de bronze na competição global.
Em 2007, decide mudar-se para Milão, devido à falta de instalações adequadas na Sicília, para continuar a prática de ginástica num nível alto; , em seguida, é acompanhada pelos irmãos, que se inscrevem na universidade.
Dia 9 de fevereiro de 2008 participa na primeira etapa da Série A1 de Pavia, a sua GAL Lissone fica em terceiro lugar, com uma pontuação de 108.900. individualmente obtém: 13.600 salto, 11.400 nas paralelas, 14.300 na trave e 12.450 para no corpo livre.
Dia 1 de Março de 2008 participa na segunda fase da Série A1 , que foi realizado em Gênova, aqui com a sua GAL Lissone obtém uma pontuação de 111.000, ficando em segundo lugar, atrás do Brixia Brescia. individualmente obtém: 13.450 salto, 11.450 nas paralelas, 13.400 na trave e 13.150 no corpo livre.
No dia 27 de abril de 2008 na quarta e última etapa  da Série A1 , que foi realizado em Mortara, aqui com a sua GAL Lissone obtém uma pontuação 114.700, ficando em segundo lugar, atrás do Brixia Brescia, com a pontuação 116.500, também conquistou o seu nono título da liga. individualmente obtém :13.750 cofre, 11.500 nas paralelas, 14.550 na trave e 13.650  no corpo livre.
A estreia internacional chega em maio de 2008 , durante um amigável na Suíça no qual participam três equipas juvenis nacionais (Itália,França e Suíça). Ela ganhou uma medalha de ouro na competição por equipas e a medalha de bronze na competição individual.

#### 2009: Gymnasiadi Doha
Dia15 de fevereiro de 2009 participa na primeira rodada da Série A1 , que foi realizado em Pavia, aqui com a sua GAL Lissone obtém uma pontuação de 119.350, ficando em segundo lugar, atrás do Brixia Brescia que obtém124.600. individualmente obtém: 13.500 cofre, 11.700 nas paralelas, 13.900 na trave 13.500 e no corpo livre.
No dia 1º de março de 2009 ele participa na segunda rodada da Série A1 , que foi realizado em Gênova, aqui o GAL Lissone obtém uma pontuação de 121.800 ficando mais uma vez segundo lugar, atrás da Brixia Brescia que obtém 124.050. individualmente obtém: 13.500 no cofre, 13.750 na trave e 13.750 no corpo livre.
 É membro da equipa Nacional italiana de ginástica artística, participou nos Jogos olímpicos da juventude de Singapura, para as Olimpíadas de Londres 2012 e Rio de Janeiro, em 2016, o campeonato Mundial de Tóquio De 2011, Antuérpia 2013 e Glasgow em 2015, para além de várias edições dos Campeonatos Europeus. 
Em 19 de Abril de 2009 participou na primeira etapa da  SérieA1 realizada em Modena, aqui fica mais uma vez em segundo lugar com a sua GAL Lissone alcançando uma pontuação de 124.000 e  perdendo apenas perante o Brixia Brescia que obtém 125.450. individualmente obtém: 13.700 no cofre, 11.400 nas paralelas, 14.500 na trave  e 14.000 no corpo livre.
Em dezembro de 2009 participa no Gymnasiadi de Doha. Na competição por equipas ganhou a medalha de prata, precedida pela equipa da Rússia, junto com as suas companheiras de equipa Andrea Foti, Giulia Leni, Chiara Gandolfi e Eleonora Rando'. Também ganhou a medalha de prata na trave, com apenas 0.025 pontos de diferença do russo Alyia Mustafina, que ganhou a medalha de ouro.
Nascida prematura com três semanas em Catania, na Sicília, numa família que já tinha militado no mundo do desporto: o seu pai, Massimo Ferlito, foi na verdade um membro da juventude nacional de pólo aquático, o avô paterno, um jogador de futebol que jogou na Série A de Catania, e o avô materno, um piloto de Ferrari na Targa Florio. Com o seu irmão, Gianpaolo, e a sua irmã Ludovica, foi iniciada nos desportes aquáticos, mas enquanto a primeiro prática pólo-aquático, e a segunda natação sincronizada, Carlotta, é em breve obrigada a  abandonar as piscinas, devido à asma. Inicialmente, na companhia da sua irmã, começa a praticar ginástica com quase 6 anos de idade, na companhia Katana, seguida pelos técnicos Maurizio Ferullo e Maria Cocuzza.

#### 2010: sucesso nos Jogos Olímpicos Juvenis
Como primeira competição do ano, participou na primeira competição da Série A1, realizada em Florença; a GAL Lissone bate o Brixia Brescia e chega em primeiro lugar. Individualmente, Carlotta tem um desempenho muito bom na trave que ajuda a equipa a conseguir 14.650 pontos. Na semana seguinte, nos dias 27 e 28 de fevereiro, participa e ganha o Campeonato inter-regional da Categoria.
Em Março compete para o Troféu Cidade de Jesolo, um quadrangular com a Rússia, o Japão e a Grã-Bretanha. Compete em todos os quatro aparelhos e fica em décimo lugar na classificação geral, com 54.500 pontos e é a terceira classificada no ranking italiano atrás de Erika Fasana e Andrea Foti). A Itália (221.500), numa competição, vencida pela Rússia por alguns décimos de diferença (223.250), fica em segundo lugar, à frente do Japão (217.750) e Grã-Bretanha (202.800).
O último dia da Série A1 em Genoa, GAL Lissone fica em segundo lugar com 124.450 e perde o Campeonato,  que é ganho pela equipa(com uma pontuação de 125.900)  de Brixia Brescia. Individualmente Ferlito obtém: 13.750 no cofre, 12.800 nas paralelas, 14.200 na  trave e 13.500 no corpo livre).
Nos Europeus de júniores de Birmingham, Carlotta, participa juntamente com as colegas de equipa Erika Fasana, Francesca Deagostini, Giulia Leni (e Andrea Foti, incapacitada de participar devido a uma irritação do músculo). A Itália júniores ganhou a medalha de bronze de equipas na competição de abertura (164.700), embora individualmente, a Ferlito se tenha qualificado sétima na competição individual (53.725) e quarta  na trave (14.050). Uma queda na trave durante ambas as finais qualificam-na em oitavo lugar (individual: 52.200 - trave: 12.500).Em  ocasião da final do concurso geral recebe o passe para os primeiros Jogos Olímpicos Juvenis.
Em 2007, decide mudar-se para Milão, devido à falta de instalações adequadas na Sicília, para continuar a prática de ginástica num nível alto; , em seguida, é acompanhada pelos irmãos, que se inscrevem na universidade.
São os jogos olímpicos juvenis de Singapura em 2010 que consagram Carlotta entre as melhores ginastas rítmicas a nível internacional. Durante as qualificações fica em terceiro lugar na competição global qualificando-se para todas as quatro finais de especialização.
No dia 19 de agosto, ganha a medalha de bronze na competição geral, com uma pontuação de 55.300 atrás da russa Viktoria Komova e da chinesa Tan Sixin. No dia 21 de agosto,participa na final de  paralelas assimétricas , nas quais um pequeno erro impede-lhe classificar-se  para além da sexta posição. No mesmo dia ganha a medalha de bronze no salto atrás da russa Viktoria Komova e da espanhola Vargas. Dia 22 de agosto, ganhou a medalha de prata na final de trave, atrás da chinesa Sixin, com uma prova perfeita livre de imperfeições,alcançando o seu recorde pessoal (14.825 pontos).
Com 3 medalhas (duas de bronze e uma de prata), é a atleta com o maior número de medalhas de toda a remessa de CONES em Singapura.

### Carreira sénior

#### 2011: Campeonato Europeu e Mundial
A 5 de março participa na segunda etapa da Séri A1 em Bari. A GAL Lissone classifica-se em primeiro lugar na classificação de equipas (com 164.450 pontos) em frente da Brixia Brescia e Pro Lissone. Individualmente, com uma pontuação global de 54.900 (13.800 para o vault, 13.300 nas paralelas, 14,100, na trave e 13.700 no corpo livre fica em segundo lugar no ranking  "virtual" do evento.
A sua primeira competição internacional como sênior é o Troféu Cidade de Jesolo, um triângulo com a Rússia e os Estados Unidos da América. Compete em todos os quatro aparelhos e fica em quinto lugar na classificação geral (com 55.600 pontos, está em primeiro lugar entre as atletas italianas e vence todas as atletas russas). A Itália (212.800), numa competição vencida totalmente pelos Estados Unidos da América (232.250), classifica-se na segunda posição, à frente da Rússia - Campeão do Mundo (210.200).

#### 2009: Gymnasiadi Doha
Para a terceira etapa da Série A1, que foi realizada em Pádua no dia 16 de abril, com uma pontuação total de 163.500, a GAL Lissone ultrapassa o vice-campeão de 7.250 décimos de segundo. Individualmente, Carlotta classifica-se vem em segundo lugar no ranking "virtual" individual com 56.300 pontos graças ao bom desempenho na trave (14.600), no cofre (14.050), Paralelas assimétricas (13.800) e no corpo livre (13.850).
Com a GAL Liss vence o seu primeiro campeonato da Série A1, o décimo da história da equipa que ganhou a estrela, subindo ao pódio na frente do Pro Lissone e todos os'Artística '81.
Em 27 de maio, compete nos Campeonatos da liga de Meda. Graças a alguns bons exercícios em todos os quatro aparelhos, com 56.350 pontos, torna-se vice-campeã italiana. Além disso, qualifica-se para a final de volteio (13.750 pontos), na paralela assimétrica (13.250 pontos), na trave (14.650 pontos) e no corpo livre (14.500 pontos). No dia seguinte, durante a final de especialidades torna-se campeã italiana na trave e no corpo livre. Neste aparelho, tanto Carlotta como Vanessa chegam em primeiro lugar atingindo o mesmo resultado na execução. Segundo regulamento, a medalha de ouro é concedida a ginasta mais jovém, que é Carlotta, que vence assim a segunda medalha de ouro dos Campeonatos italianos. Ganha a medalha de prata no volteio (13.750 pontos) e, devido a uma queda, chega em oitavo lugar nas paralelas assimétricas (11.800 pontos).

##### Os campeonatos Europeus em Berlim
É chamado para fazer parte da equipa que irá participar no Campeonato Europeu em Berlim. Com 14.800 e 13.825 pontos de qualificação, chega respectivamente, em terceiro lugar para a fase final, na trave e em sexto na final de corpo livre. Além disso, sem particulares erros, Carlotta qualifica-se na frente de Vanessa Ferrari na classificação provisória do concurso geral individual, melhorando a prestação das suas qualificações, com um destacamento de um décimo e meio(55.375/55.225). Na final individual, melhorando o desempenho das qualificações, termina em quinto lugar com 55.825, primeira entre as atletas italianas, enquanto que na trave, com uma ótima pontuação de 14.500, ganhou a medalha de prata, atrás da russa Anna Dementyeva e na frente do seu compatriota, Elizabeth Precioso, que ganhou o bronze. No mesmo dia, disputa a final de corpo livre, onde com uma boa prova chega na sexta posição, numa competição vencida pela campeã olímpica Sandra Izbașa.

##### 43terceiros Campeonatos Mundiais de Tóquio
Participa, em outubro de 2011, no Campeonato Mundial, em Tóquio, a primeira etapa de qualificação para os jogos Olímpicos. As oito primeiras equipas na competição masculina e feminina irão qualificar-se directamente para o competição de equipas dos Jogos, as equipas classificados entre o nono e o décimo sexto lugar irão participar no Evento de Teste para o Pré-Olímpico, agendado entre os dias 10 e 18 de janeiro de 2012, que irá qualificar as outras quatro equipes.
A Equipa italianoa, obtendo um total de 219.578 pontos, conclui em 9º lugar na competição de qualificação para o Campeonato Mundial, em Tóquio , e falha por pouco a qualificação para a  final de oito, bem como a admissão direta para os Jogos Olímpicos de Londres. No concurso individual, Carlotta qualifica-se na vigésima quarta e última posição (com 54.332 excede os 25 classificados Marinha Brevet (um milésimo). Na final indivídual termina em 14º lugar, com uma boa pontuação de 55.082 contaminada por alguns erros nas paralelas assimétrica (12.866 pontos) e no corpo livre (13.400 pontos). O bom desempenho no volteio com um 14.300 e um bom desempenho na trave, onde, com 14.616 pontos, teria sido capaz de jogar a final na sua especialidade.

#### 2012: os jogos Olímpicos e o bronze europeo
Dia 11 de janeiro de 2012 participou aos Test Event de Londres,última prova para a qualificação para os jogos Olímpicos de 2012. A trave, com um bom desempenho, obtém a sua pontuação mais alta na competição (14.533 pontos). No cofre obtém 14.100 pontos,nas paralelas assimétricas 13.433 pontos, no corpo livre um bom 14.066. 56.132 pontos totais e fica em terceiro lugar no concurso geral individual por trás das compatriotas Vanessa Ferrari e Erika Fasana. A equipa italiana, também conquista o direito de participar nos jogos Olímpicos de Londres, depois de se classificar em primeiro lugar na competição geral de equipas (com 224.621 pontos), à frente do Canadá e da França.
No dia 13 de janeiro, durante o segundo dia da final, nos aparelhos dos Test Event, Carlotta concorre tanto na trave como no corpo livre. A atleta "azul" ganhou a medalha de ouro no primeiro aparelho com 14.500 pontos, assim como a grega Vasiliki Millousi. No corpo livre, no qual a compatriota Vanessa Ferrari ganhou a medalha de ouro, apesar de um bom desempenho (13.966 pontos) ficou em quinto lugar.
Dia 10 de março,participa na primeira etapa, na Série A1 em Bari. Estas competições do campeonato,assim como o Troféu Cidade de Jesolo , que terá lugar no final do mês atual, são provas que serão utilizados para decidir os nomes dos atletas que irão partecipar nos jogos Olímpicos. A GAL Lissone, a empresa da qual Carlotta faz parte,fica em terceiro lugar no ranking das equipas (pontuação geral: 159,150) atrás do vencedor Brixia Brescia (166,950) e Pro Lissone (159,250). Individualmente, com uma pontuação global de 55.900,fica em segundo lugar no ranking "virtual" do evento. Para além disso,assim como Vanessa Ferrari, obtém a pontuação mais alta na trave (de 14 800 pontos). Boas foram também as prestações nos outros aparelhos , onde levou alguns exercícios simplificados: 13,450 pontos no corpo livre, 13,550 nas paralelas assimétricas e 14.100 no vault.
Na segunda fase da Série A1 , que foi realizada em Florença ,a 24 de março, com uma pontuação global de 161.300, a GAL Liss conquistou a vitória. Individualmente, Carlotta executa bons exercícios no salto (14,150 pontos), trave (14,600 pontos) e paralelas assimétricas (13,700 pontos). Um erro durante um enrroscamento no corpo livre faz com que caia e conclua o exercício com 12,950 pontos. Como no dia anterior do Campeonato, termina concurso geral "virtual" em segundo lugar (55,400 pontos).
Participa no Troféu Cidade de Jesolo dia 31 de março, competindo em todos os quatro aparelhos, e chegando em oitavo lugar na classificação geral individual (56,550 pontos, no primeiro lugar entre os atletas italiano). Graças a um desempenho muito bom na trave, obtém a segunda pontuação mais alta do aparelho: 15.200 pontos. Também alcança um bom desempenho no vault (14.400 pontos), paralelas assimétricas (13.200) e no corpo livre (13.750). A Itália, com uma pontuação global de 224.250, fecha o campeonato alcançando o segundo lugar.

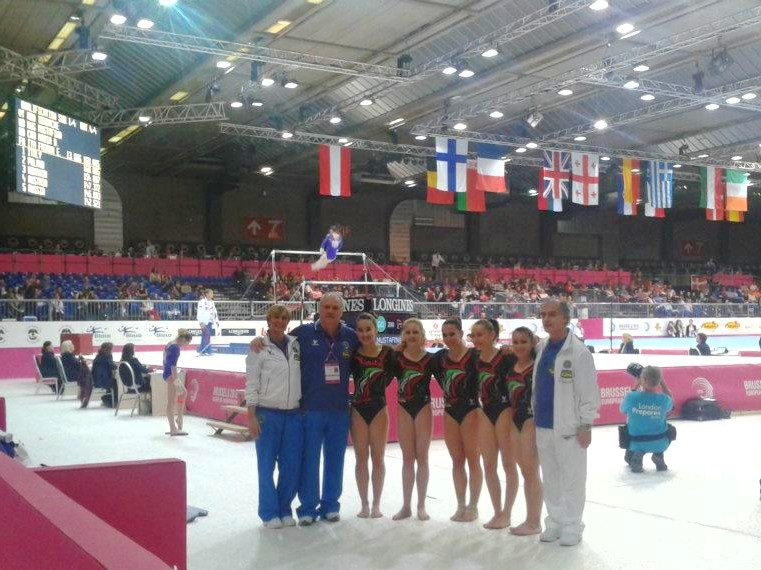
A equipa Nacional italiana no Campeonato europeu de ginástica artística feminina 2012

No dia 21 de abril,Carlotta compete na final da Série A1, levando a GAL Lissone a ganhar o segundo scudetto consecutivo e o décimo-primeiro absoluto da sua história . Individualmente ganhou a competição geral individual "virtual", graças ao bom desempenho em todos os quatro aparelhos: 14.200 no vault, um 13.850 nas paralelas assimétricas, 15.100 na trave e 14.000  no corpo livre.
É convocada para fazer parte da equipa que vai competir no Campeonato Europeu, em Bruxelas, de 9 a 13 de maio. Com a Itália, graças a uma pontuação global de 168.005, qualifica-se para a final de equipas em quarto lugar, atrás da Roménia, a Rússia e a Grã-Bretanha. Individualmente, devido a determinados desequilíbrios a mais, não consegue chegar a final  na trave, onde a vice-campeã continental de saída, com uma pontuação de 14.466,não se qualifica por 9 milésimos de ponto e torna-se a primeiro reserva. A 12 de Maio, com uma pontuação global de 171.430, ganha a medalha de bronze na final de equipas.
No dia 16 de junho, compete nos Campeonatos Absolutos da liga de Catania. Graças a alguns bons exercícios em todos os quatro aparelhos, com 55.950 pontos, torna-se vice-campeã nacional. Além disso, qualifica-se para a final da trave (14,650 pontos), no corpo livre (de 14.000 pontos), e paralelas assimétricas (de 13.250 pontos). A 17 de junho, durante as finais de especialidade, torna-se campeã italiana de trave pela segunda vez consecutiva com 14.900 pontos, por 7 décimos à frente da segunda classificada Elisa Meneghini. Com boas prestações fica  em quarto lugar no corpo livre (a 13.200 pontos devido a uma saída da plataforma) e nas paralelas assimétricas (de 13.500 pontos).

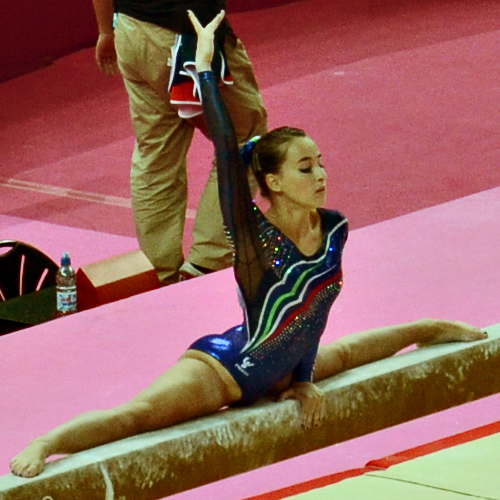
Carlotta Ferlito nos jogos Olímpicos de Londres 2012

##### Jogos olímpicos de londres 2012
A18 de julho de 2012, juntamente com os companheiros italianos Vanessa Ferrari, Erika Fasana, Giorgia Campana , e Elisabetta Preziosa faz parte da equipa olímpica que vai participar nos Jogos da XXX Olimpíada.
No dia 29 de Julho, com o dia da qualificação feminina, começa sua aventura olímpica. Compete em todos os quatro aparelhos e contribui para a classificação da equipa italiana para o sétimo lugar, com um total de 168,397: esta é a primeira classificação para uma final olímpica de equipas para a Itália. Individualmente realiza bons exercícios no salto (14,100) e na trave(14,425), mas no corpo livre sai para fora da plataforma e obtém 13,900 pontos. Com a pontuação total de 55.500 consegue qualificar-se em vigésimo lugar na final da competição completa, e como segunda reserva na trave. No dia 31 de Julho volta a competir em três aparelhos para o final de equipas; a equipe italiana conquista o 7º lugar: a Ferlito obtém14,300 no vault, 14,366 na trave , e 14,100 no corpo livre.
No dia 2 de agosto,participa na final individual: começa com a trave com um exercício muito bom e obtém 14,766 e, em seguida, tenta o corpo livre, onde falha um enrroscamento obtendo um não-satisfatório 12,733. A competição revela-se comprometida e, visivelmente decepcionante, obtém 14,166 no vault, e 13,433 nas barras paralelas.Termina em 21º lugar com 55,098 pontos.

##### Pós-Jogos Olímpicos
A 31 de Outubro de 2012, três meses depois das Olimpíadas de Londres, volta a  competir em campo internacional através da participação na 29ª edição do Memorial Gander. Com exercícios simplificados, realiza bons exercícios na trave (13.900), no corpo livre (13.400) e no vault (13.900), ficando em segundo lugar na classificação geral, atrás apenas da suíça Giulia Steingruber.

#### 2013: a Europa e o mundo
A 23 de fevereiro de 2013, participa na segunda etapa da da Série A1 GAF 2013 com a GAL Lissone, onde realiza exercícios simplificados e obtém 14.100 no vault, 14.550 na trave e 12,800 no corpo livre.

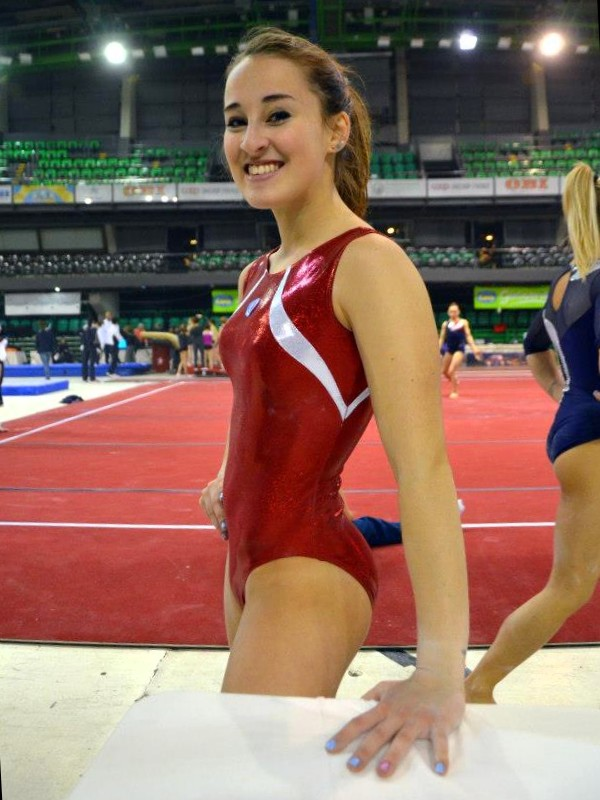
Carlotta Ferlito, na prova de Florença, no Campeonato italiano da Série A1 de 2013.

A 16 e 17 de março de 2013 compete na Internacional de France, etapa que é válido para o circuito da Copa do mundo. Após o primeiro dia de competição, Carlotta consegue qualificar-se para a trave e no corpo livre onde ganhou, respectivamente, o ouro (14.300), à frente da compatriota Vanessa Ferrari, e o bronze (13.733), atrás da russa Ksenia Afanasyeva e da romena Diana Bulimar.
Em 6 de abril, participou na quarta e última etapa da Série A1 GAF 2013 vencendo o terceiro "scudetto" em linha com a GAL Lissone e o 12 absoluto (que é lhe valeu para ultrapassar o Brixia Brescia, com 11, no albo d'oro federale). Individualmente, com um total de 56.150, conquistou o segundo lugar na competição global individual "virtual" graças a uns bons resultados nas provas em todos os quatro aparelhos: 14.550 no vault, 13.100 em paralelas assimétricas, 14.400 na trave e 14,100 no corpo livre.
No dia 11 de abril, junto com a Vanessa Ferrari, Elisa Meneghini e Giorgia Campana è convocada para participar no Campeonato europeu, em Moscovo. Durante a qualificação compete apenas na trave e no corpo livre entrando na final, respectivamente, com o terceiro (14.200) e o sexto lugar na pontuação (13.800). No dia 21 de abril, o último dia da competição, é a executa um bom exercício na final de trave (14.066) e posiciona-se em quarto lugar, 3 décimos distante da russa primeira reserva Anastasia Grishina , que ganhou o bronze. Na final do corpo livre, melhora a sua pontuação para a qualificação e terminou em quinto lugar (14.216).
Devido ao exame de maturidade Carlotta não participa, em 2013, nem no absoluto da liga de Ancona , nem nos XVII Jogos do Mediterrâneo.
A 14 de Settembro, participa no "Torneio Andrea Massucchi", o amigável entre Itália e Alemanha, em Vigevano, com a equipa composta por Vanessa Ferrari, Elisa Meneghini, Alessia Leolini, Francesca Deagostini e Chiara Gandolfi; a competição é ganha pela equipa azul. Carlotta também ocupa o segundo lugar na classificação geral individual 55,050 pontos (14,300 para a voult, 13.400 nas paralelas, 13,650 na trave e 13.700 no corpo livre), atrás apenas de Vanessa Ferrari (57,600).
Em outubro participa, com Vanessa Ferrari, Francesca de agostini e Alessia Leolini no Campeonato Mundial, em Antuérpia. No dia 2 de outubro, no campeonato de qualificação, compete em todos os quatro aparelhos, obtendo na trave 14, 216 pontos, no vault 13,866, no corpo livre 13,466, e nas paralelas 13,400. Consegue assim qualificar-se para a final do concurso completo individual e na final de specialidade na trave, respectivamente, com o décimo quarto e o sétimo lugar na pontuação, de modo a tornar-se a quinta ginasta da história do feminino artístico italiano na conquista da participação na final mundial de trave. 
No dia 4 de outubro, na final da competição completa termina na décima primeira posição (vault: 14,333, trave: 14,100, no corpo livre: 13,733, paralelas: 13,233). No dia 6 de outubro, compete na final de especialidade da trave: com 14,283 pontos, obtém o quinto lugar, metade de um décimo de segundo da medalha de bronze, Simone Biles. Após a final do concurso completo, numa entrevista logo após a competição, Ferlito afirmou ter sugerida à sua colega de equipa Vanessa Ferrari de pintar a face de preto, com a finalidade de poder ganhar uma competição; esta declaração (inicialmente divulgada pelos canais oficiais do FGI) foi interpretada pela. federação americana de ginástica artística, como ofensiva e racista contra a afro-americana Biles. A ginasta de catania justificou-se dizendo ter-se expressado de uma forma irresponsável e afirmando que não tinha intenções racistas, enquanto que a Federação emitiu um comunicado de imprensa em que afirmou que a referida declaração foi mal interpretada, mas, ao mesmo tempo, desculpando-se por não a ter censurado. No dia 30 de novembro, participou na etapa da Copa do Mundo, em Stuttgart. Conquista o sexto lugar com 54,199 pontos (de 13.700 para o vault, 13.700 nas paralelas,13,566 na trave e 13,233 no corpo livre), apesar de um desconforto na perna. No dia 7 de dezembro, apesar da persistência de um problema na perna, participa na etapa de Glasgow: no vault obtém 13,766 pontos; nas barras paralelas, por causa de alguns erros, obtém uma pontuação de 13,100; uma queda na trave (12,600) e no corpo livre (12,400) comprometem a sua competição; com 51,866 pontos, terminando a competição ficando em sexto.

#### 2014: Copa América; Liga De Ouro
No dia 1º de março de 2014, participa do XXVIII, a Copa América; ocupa o último lugar na competição individual com 53,632 pontos, penalizada pelo fato de ter um D-pontuação geral 20.8, além de uma queda na trave e de uma saída de esteira no corpo livre. no entanto, ocupa a terceira posição na classificação provisória da Copa do mundo.
Em abril, o que é-lhe imposta uma paragem provisória no desporto devido a  problemas de saúde (anemia e infecção de mononucleose , toxoplasmose), pela qual é forçado a não participar na etapa de Tóquio da Copa do mundo, aos Europeu de Sófia, e no Absoluto Ancona 2014.
Depois de quase 6 meses, de volta às atividades desportivas em setembro de 2014, volta a competir na Liga de Ouro, novamente para a Ginástica Artística Lissonese. Contribui com uma pontuação de 14.100 na trave no segundo lugar da GAL, atrás apenas da Brixia Brescia.Qualifica-se para a final da trave que fecha em quarto lugar com uma pontuação de 14.300.
É convidada pela segunda vez para o Memorial Arthur Gander", dia 29 de outubro, para Chiasso, juntamente com Ludovico Edalli. Realiza uma boa cabeça, para o vault (13.800), mas, devido a vários erros durante o exercício na trave, terminando a corrida em oitavo lugar. No mês de novembro, ele tomou parte na Massilia Copa em Marselha , juntamente com Giorgia Campana, Lara Mori, e Sofia Bonistalli. Itália sal no degrau mais alto do pódio, deixando, atrás de Rússia e Bélgica. O Ferlito é também qualifica para a fase final na trave, paralelas, de corpo livre da abóbada para o feixe, obtém-se o terceiro lugar (13,833 pontos) nas barras paralelas, ocupando o 10º (13,067) para a abóbada (13,767) e o corpo livre é o 18º (13,033).

#### 2015: Jesolo, os Europeus, os Absolutos e os Mundiais de Glasgow
No início do ano, Ferlito compete na série A com a GAL Lissone. Em março, disputa o Trofeo Città di Jesolo e qualifica-se para a final na trave, onde ganhou a medalha de bronze. Em abril participa nos Campeonatos Europeus em Montpellier. Obtém 13.866 no vault, e 13.000 nas paralelas14.058 na trave e 13.400 no corpo livre, e mesmo alcançando o décimo terceiro lugar na competição All Around não consegue aceder à final por causa da regra dos passaportes. Na trave fica em décimo lugar,portanto não consegue  qualificar-se  por pouco mais de um décimo; como resultado,na sua conta no Twitter ,atacou a decisão dos juízes usando uma linguagem pouco apropriada. Esta declaração causou polémicas, após as quais a Ferlito  apagou o comentário e pediu desculpas.
Em setembro, Carlotta participa com a GAL Lissone na segunda edição da Liga de Ouro. Obtém 15.150 na trave, 14.350 no corpo livre, 12.700 nas barras paralelas e 14.450 no voult, vencendo com um total de 56.650 a medalha de ouro no All Around e na competição de equipas. Com a maior pontuação do dia qualifica-se para a final de trave,assim como para o salto e o corpo livre. O Diretor Técnico, Enrico Casella, no entanto, decidiu deixá-la competir somente no final de trave, onde ganhou a medalha de ouro com 14.800 e vault.
Em seguida,compete nos Absolutos de Turim , onde termina classificando-se em quinto lugar, depois de um dia de qualificação entre altos e baixos. Depois de vários erros, tanto nas paralelas (12.400) quanto na trave (13.200) consegue dar o seu melhor no corpo livre (14.500) e no vault(14.300).Consegue qualificar-se para a fase final na trave e no corpo livre, de onde chega, respectivamente, em primeiro (14.800) e terceiro lugar (14.400).
A 10 de Outubro compete no Novara Cup  com a seleção nacional italiana. Depois de realizar bons exercícios em todos os aparelhos (13.450 nas paralelas, 14.600 na trave, com 14.000 no corpo livre e 14.250 no vault), contribui para o segundo lugar da Itália (atrás da Roménia) e a nível pessoal, termina na segunda posição, atrás apenas de Larissa Iordache.
É convocada pelo DTNF Enrico Casella para participar na copa do Mundo de qualificação de Glasgow, juntamente com Erika Fasana, Vanessa Ferrari, Lara Mori, Elisa Meneghini e Enus Mariani.
Dia 23 de Outubro, contribui para a qualificação olimpica  da equipa italiana, que fica em  quinto lugar. Carlotta com bons exercícios nas paralelas 13.233, trave 14.233,  corpo livre 13.933 e vault, 14.266. Individualmente, qualifica-se para a final da competição, na íntegra, em
décimo sétimo lugar com uma pontuação de 55.665 e, em permanece fora do acto final na trave, mesmo ficando em nono lugar  empatando com o oitavo, por causa da regra da pior execução.
No dia 27 de Outubro, compete na final de equipas realizando bons exercícios na trave 14.300 pontos, no corpo livre 14.033 e vault 14.466, contribui para o sétimo lugar da Itália. Em seguida, compete na final e na volta completa termina em décimo segundo lugar com bons exercícios na trave 14.441, no corpo livre 13.633, vault, 14.066 e paralelas 13.600 pontos.
A 22 de Novembro, participou no Grand Prix de Verona, onde se exibiu na trave, combinando uma parte de cerca de 10 cm com uma coreografia no chão, tudo acompanhado pela música de seu corpo livre.

#### 2016: Série A, American Cup,Troféu de Jesolo e Absolutos
Dia 13 de Fevereiro de 2016 participa na primeira etapa da Série A1 de Rimini para o GAL.
Contribui para um bom segundo lugar da equipea.Individualmente chega em segundo lugar virtual na classificação geral (56.500) alcançando bons resultados na trave (14.350), no corpo livre (14.400), vault (13.950) e paralelas (13.800).
Pela segunda vez na sua carreira, Carlotta é uma das oito ginastas que irão participar na American Cup, realizada no dia 5 de Março de 2016, em Newark. Na competição executa dois exercícios excelentes na trave (14.566) e no corpo livre (14.266), e executa um enrroscamento e meio no vault (14.100). Com as suas pontuações, tanto na trave como no corpo livre, Carlotta fica em terceiro lugar do ranking virtual, atrás apenas da campeã olímpica Gabrielle Douglas mundial e da medalha de bronze mundial de corpo livre Maggie Nichols. Cai, no entanto, nas paralelas (12.666), terminando a competição em quinto lugar, com um total de 55.598, um ponto e meio que a impede de alcançar o pódio.
É escolhido pelo Director Técnico para participar ao IX Troféu da Cidade de Jesolo, juntamente com as suas companheiras Chá Ugrin, Giorgia Campana, Enus Mariani, Alessia Leolini e Desiree Carofiglio. A 19 de Março, concorre em todos os quatro aparelhos,obtendo 13.800  no corpo livre 14.650 no vault, 13.750 nas paralelas e 14.100 na trave, e, assim, contribui para o bronze da equipe italiana, atrás de Estados Unidos e Brasil. Individualmente, com o total de 56.300 pontos conclui em oitavo lugar no ranking, a primeira entre as italianas ,qualificando-se para a fase final, na trave, corpo livre e vault,dia 20 de Março.
Por causa da fadiga física Carlotta decide, no entanto, participar apenas no final de trave, abandonando os outros dois. Depois de ter feito um belíssimo exercício, cai magoando o pescoço enquanto executava o duplo-carpio de saída. Felizmente, no entanto,a Carlotta mesma, no dia  após a competição, comunica que o resultado do TAC foi negativo e que  sofreu uma leve lesão no tornozelo. Dezenas são os  votos de melhoras e de uma rápida recuperação recebidos pela Ferlito em várias redes sociais, incluindo as da Alexandra Raisman e Larissa Iordache.
Passados dois meses , volta a competir na competição   final do campeonato da série A, competindo apenas na trave e nas paralelas (uma queda, em cada aparelho). Apesar das quedas, Ferlito teve a possibilidade de testar os exercícios antes dos Europeus e dos jogos Olímpicos , ganhando confiança nos aparelhos após o acidente de Jesolo.
Junto com as suas amigas Vanessa Ferrari e Erika Fasana não participa nos XXXI Campeonatos europeus de ginástica artística feminina , realizados em Berna, de 1 a 5 de junho de 2016, com o objetivo de preserva-las  em vista do mais importante compromisso da temporada: os Jogos da XXXI Olimpíada.
No dia 9 de Julho, Carlotta participa nos Campeonatos Absolutos da liga de 2016, e obtém 14.600 no vault, 13.800 nas barras paralelas, 14,650 na trave, e 14.900  no corpo livre (o aparelho que apresenta, pela primeira vez, o duplo esticado como uma diagonal, ganha a medalha de prata, atrás apenas de Vanessa Ferrari, classificando-se Vice-Campeã italiana. Além disso, com as suas pontuações qualifica-se para a fase final das especialidades de trave, de corpo livre e paralelas assimétricas, mas decide tomar parte apenas no final de trave, onde conquista mais uma vez a medalha de ouro, em colaboração com a sua companheira de equipa Elisa Meneghini.

#### Rio olimpíadas 2016
No dia 10 de julho de 2016,se integrou a seleção italiana de ginástica artística que competiria nos Jogos Olímpicos de Verão de 2016, juntamente com Vanessa Ferrari, Erika Fasana, Elisa Meneghini e Martina Rizzelli.
No dia 7 de agosto, começa a sua segunda olimpíada,competindo na classificatória geral, realizando bons exercícios no solo (14.300), aparelho onde Carlotta executa, pela primeira vez na competição o duplo carpado, paralelas (14.033) no corpo livre (14.033), enquanto que diversas quedas por parte da equipe italiana,o que compromete a sua classificação para as finais por equipe e por aparelhos individuais.A equipe italiana teve um desempenho aquém do esperado,terminando em um pífio décimo lugar, com um total de 169.396,sendo que a equipe italiana foi eliminada da final,pois só oito times se classificaram. Individualmente, no entanto, com a pontuação individual de 55.599, Carlotta consegue se classificar para a final individual geral.
No dia 11 de agosto, Ferlito compete na prova do individual geral: seu primeiro aparelho foi o solo obtendo 14.125, em seguida, passa para o salto, onde o júri avalia o seu duplo carpado com 14.733. Em seguida, executa as barras paralelas onde obtém 14.100, a maior pontuação que obteve na sua carreira, neste aparelho. Carlotta termina a competição na trave, onde obtém 14.000, como resultado de alguns desequilíbrios a mais, terminando a competição em 12º lugar, com um total de 56.958, a uma curta distância da ginasta suíça Giulia Steingruber que ficou em décimo lugar  e assim, melhorando a sua pontuação por cerca de um ponto e meio em relação as classificatórias.

## Televisão e entretenimento

Assinatura de Carlotta Ferlito

Carlotta participou nas três primeiras temporadas do reality show Ginastas - Vidas paralelas, transmitido pela MTV Itália. A série conta a história de sete ginastas que treinam no Centro Técnico da Federal de Via Ovada, em Milão, para se prepararem para as principais competições internacionais do esporte A primeira temporada foi focada na preparação para o Campeonato Mundial de Ginástica Artística de 2011,em Tóquio e a a segunda temporada foi focada nos Jogos Olímpicos de Verão de 2012,em Londres.
Em fevereiro de 2012 faz parte do corpo de dança do LXII Festival de São Remo, em conjunto com Francesca Deagostini e Ludovico Edalli. em março, é protagonista de um spot promocional da SKY Itália relacionado a Londres 2012. No mesmo ano, tornou-se o rosto da ´´Garnier]], filmando um comercial de televisão para o lançamento do produto Garnier Pure 3-em-1.
Em março de 2013 foi escolhida como a apresentadora da versão italiana do Nickelodeon Kids' Choice Awards e também a correspondente italiana na versão americana da premiação. Em maio do mesmo ano tornou-se o rosto da AIRC para a temporada de venda das azáleas, e anuncia o lançamento de seu livro o Que penso enquanto voo.Carlotta também ganha o prêmio de ícone desportivo durante uma premiação da MTV Itália .
No dia 9 de setembro, torna-se a nova garota propaganda da Tezenis,a marca de lingerie do grupo Calzedonia, e, no dia 9 de outubro de 2013, lançou o seu livro o Que eu penso enquanto voo, publicado pela editora Fabbri Editori, e em 13 de maio de 2014, lançou a continuação do livro seu segundo livro," Voe Comigo, publicado pela mesma editora.
Em maio de 2014, torna-se, ao lado de Massimiliano Rosolino, Edwige Gwend e Alessandro Fabian,a "Embaixadora" da versão italiana da campanha do Mcdonald's "Happy Meal Sport Camp", que tinha a função de como função aproximar os jovens do esporte e também da boa alimentação.. Em junho do mesmo ano,ganha consecutivamente pela segunda vez o MTV Awards, na categoria de Herói do Desporto. Em setembro de 2015, é a inauguração do seu primeiro canal de YouTube oficial, trabalhando nos meses seguintes, também com diversos  youtubers italianos.
Em 5 de novembro é lançado do seu terceiro livro, Estilo Carlotta publicado mais uma vez pela editora Fabbri Editori.Carlotta se torna uma das atletas que tem a carreira gerenciada pela Agência DAO, juntamente com nomes famosos, como Alessandra Sensini, Flavia Pennetta, Tania Cagnotto, Leonardo Bonucci e Arianna Errigo. Desde 2015, é também um depoimento Nike e Pernigotti. Em 2016, se torna garota propaganda de diversas marcas como a Huawei,a Technogym e aBarilla. Além disso,lança a sua grife de roupas, You can be a star.
Faz parte do Time de Jovens Italianos,que são atletas patrocinados pelo banco UnipolSai. Nesse grupo estão nomes como Federica Pellegrini, Vincenzo Abbagnale, Eseosa Desalu, Andrea Fondelli, Alessia Trost e Gregorio Paltrinieri..